# Лаура Бернат
Лаура Бернат (пол. Laura Bernat, 28 вересня 2005) — польська плавчиня. Учасниця Чемпіонату Європи з водних видів спорту 2021, де в попередніх запливах на дистанції 50 метрів на спині посіла 48-ме місце і не потрапила до півфіналу.